# Ghiacciaio Sennet
Il ghiacciaio Sennet è un ghiacciaio lungo circa 12 km situato nella regione meridionale della Terra di Oates, nell'Antartide orientale. Il ghiacciaio, il cui punto più alto si trova a circa 1200 m s.l.m., si trova sulla costa di Hillary e ha origine dal versante meridionale del monte Aldrich, della regione orientale della dorsale Britannia, da cui fluisce verso sud-est, fino a unire il proprio flusso a quello del ghiacciaio Merrick nei pressi dell'intersezione di quest'ultimo con il ghiacciaio Byrd.

## Storia
Il ghiacciaio Sennet è stato mappato da membri dello United States Geological Survey (USGS) grazie a fotografie aeree scattate dalla marina militare statunitense (USN) nel periodo 1960-62, e così battezzato dal Comitato consultivo dei nomi antartici in onore dello USS Sennet, un sottomarino utilizzato durante l'operazione Highjump, condotta dalla marina statunitense nel 1946-47.